# Pilea michaelensis
Pilea michaelensis är en nässelväxtart som beskrevs av P. van Royen. Pilea michaelensis ingår i släktet pileor, och familjen nässelväxter. Inga underarter finns listade i Catalogue of Life.